# Киреевск (городское поселение)
Муниципальное образование город Киреевск — городское поселение в Киреевском районе Тульской области Российской Федерации.
Административный центр — город Киреевск.

## История
Статус и границы городского поселения установлены Законом Тульской области от 15 марта 2005 года № 559-ЗТО  «О переименовании муниципального образования "Киреевский район" Тульской области, установлении границ, наделении статусом и определении административных центров муниципальных образований на территории Киреевского района Тульской области».

## Население
| 2010    | 2012    | 2013    | 2014    | 2015    | 2016    | 2017    |
| ------- | ------- | ------- | ------- | ------- | ------- | ------- |
| 28 840  | ↘28 726 | ↘28 553 | ↘28 424 | ↘28 339 | ↗28 348 | ↘28 148 |
| 2018    | 2019    | 2020    | 2021    |         |         |         |
| ↗29 184 | ↗29 538 | ↗29 609 | ↘28 721 |         |         |         |

## Состав городского поселения
| № | Населённый пункт | Тип населённого пункта        | Население |
| - | ---------------- | ----------------------------- | --------- |
| 1 | Киреевск         | город, административный центр | ↘25 560   |
| 2 | Октябрьский      | посёлок                       | ↘3159     |
| 3 | Ильиновка        | посёлок                       | 0         |
| 4 | Шахты № 1        | посёлок                       | 2         |